# Seznam indijskih kriminalcev
Seznam indijskih kriminalcev.

## A
- Abu Salem

## C
- Chhota Rajan
- Chhota Shakeel

## D
- Dawood Ibrahim

## E
- Ejaz Lakdawala

## N
- Nirbhay Gujjar

## S
- Sharad Shetty

## V
- Veerappan